# Elegy (magazine)
Pour les articles homonymes, voir Elegy.
Elegy était un magazine français traitant de l'actualité du mouvement gothique, et des musiques gothique, électronique, industrielle et metal paru de 1998 à janvier 2013.

## Le magazine
Le magazine parait de 1998 à janvier 2013. Il contient 100 pages et un CD sampler d'environ 15 titres.
En 2006, à la suite du succès du magazine, une édition bilingue indépendante est créée au Portugal pour y être diffusée ainsi qu'en Espagne.